# Apocheima isfacana
Apocheima isfacana är en fjärilsart som beskrevs av Eugen Wehrli 1941. Apocheima isfacana ingår i släktet Apocheima och familjen mätare. Inga underarter finns listade i Catalogue of Life.